# 阿斯玛·马夫兹
阿斯玛·马夫兹（英語：Asmaa Mahfouz，阿拉伯语：‎，1985年2月1日—），埃及女性人权活动家，是2011年埃及革命中4月6日青年运动的发起人：她在运动爆发之前一周的1月18日通过发布网络视频号召人民参与示威。她是革命青年聯盟的主要成员以及革命期间的领袖之一。
2011年10月27日，她与另外其他阿拉伯国家的四人因促进本国的人权与自由而获得欧洲议会颁发的萨哈罗夫奖。

## 生平
她生于1985年，毕业于开罗大学商学院。目前在一家计算机公司任职。